# Joan Texidor i Cos
Joan Texidor i Cós (Tortellà, 22 de gener de 1838 – Barcelona, 16 de maig de 1885) va ser un farmacèutic i naturalista català amb càtedra de farmàcia a les universitats de Barcelona, Santiago de Compostela i Madrid.

## Biografia
Juan Just Miquel Texidor i Cós va néixer a Tortellà, fill de Josep Teixidor i Puig i de Teresa Cos i Duran.
Va escriure diferents obres divulgatives en castellà i va ser director de la revista El Restaurador Farmacéutico. Va ser associat de l'Acadèmia de Ciències i Arts de Barcelona.
Es va casar amb Enriqueta Sagarra y Aymar, de Barcelona.

## Obres
- Notas geológicas tomadas de la provincia de Gerona (1879-80)
- Noticias de fenómenos volcánicos en Cataluña... (1884)
- Apuntes para la flora de España (1869)
- Flora farmacéutica de España y Portugal (1871)
- Nuevos apuntes para la flora de España (1872)
- Tratado de materia farmacéutica mineral (1873)
- Farmacopea general alopática, veterinaria y homeopática (coautor amb A.Casasa, 1885)